# Vouillé, Deux-Sèvres
Vouhé là một xã thuộc tỉnh Deux-Sèvres trong vùng Nouvelle-Aquitaine phía tây nước Pháp. Xã này nằm ở khu vực có độ cao trung bình 223 mét trên mực nước biển.